# Wilhelm XI. (Auvergne)
Wilhelm XI. († 1280) war ein Graf von Auvergne und Boulogne. Er war ein Sohn des Grafen Robert V. und der Eleonore de Baffie.
Er trat sein Erbe 1277 an, starb aber bereits 1280 ohne Nachkommen. Ihm folgte sein Bruder Robert VI. nach.
Wilhelm führte als erster Graf von Auvergne ein neues Wappen. Auf einem gelben Schild legte er das Gonfanon der Abtei von Aurillac auf. Angeblich war dies einst das Banner des Grafen Eustachius III. von Boulogne, des Bruders Gottfrieds von Bouillon, der es bei der Eroberung von Jerusalem 1099 geführt und auf seiner Rückreise in die Heimat der Abtei geschenkt habe. Das neue Wappen gilt heute als das traditionelle Wappen der Auvergne.
| Vorgänger | Amt                                           | Nachfolger |
| --------- | --------------------------------------------- | ---------- |
| Robert V. | Graf von Auvergne Graf von Boulogne 1277–1280 | Robert VI. |

| Personendaten    | Personendaten            |
| ---------------- | ------------------------ |
| NAME             | Wilhelm XI.              |
| ALTERNATIVNAMEN  | Wilhelm XI. von Auvergne |
| KURZBESCHREIBUNG | Graf von Auvergne        |
| GEBURTSDATUM     | 13. Jahrhundert          |
| STERBEDATUM      | 1280                     |